# كاتيا هالر
كاتيا هالر (بالإيطالية: Katja Haller)‏ هي متسابق بياثل إيطالية، ولدت في 12 يناير 1981 في ستيرزنج في إيطاليا.

## وصلات خارجية
- كاتيا هالر على موقع IBU (الإنجليزية)
- كاتيا هالر على موقع أوليمبيديا (الإنجليزية)